# Koyamaea neblinensis
Koyamaea neblinensis là loài thực vật có hoa trong họ Cói. Loài này được W.W.Thomas & G.Davidse mô tả khoa học đầu tiên năm 1989.